# Shanzhuang, Jiangxi
Shanzhuang är en sockenhuvudort i Kina. Den ligger i provinsen Jiangxi, i den sydöstra delen av landet, omkring 180 kilometer sydväst om provinshuvudstaden Nanchang. Antalet invånare är 20 265. Befolkningen består av 9 603 kvinnor och 10 662 män. Barn under 15 år utgör 18,0 %, vuxna 15-64 år 73 %, och äldre över 65 år 8,0 %.
Runt Shanzhuang är det ganska tätbefolkat, med 139 invånare per kvadratkilometer. Närmaste större samhälle är Fengtian, 18,8 km sydost om Shanzhuang. I omgivningarna runt Shanzhuang växer i huvudsak blandskog.
Genomsnittlig årsnederbörd är 2 038 millimeter. Den regnigaste månaden är maj, med i genomsnitt 329 mm nederbörd, och den torraste är oktober, med 26 mm nederbörd.